# Thymelaea velutina
Thymelaea velutina es una especie de planta leñosa perteneciente a la familia Thymelaeaceae.

## Hábitat
Es nativo de la región mediterránea occidental, en España se distribuye por las Islas Baleares en Mallorca y Menorca donde crece en arenales marítimos y cimas de la Sierra de Tramuntana. 

## Descripción
Es un arbusto que tiene las hojas agrupadas en la parte apical de las ramas, todas ellas incluidos los tallos jóvenes están cubiertos por una densa vellosidad, que proporciona a la planta un color gris blanquecino, a veces amarillento. Las hojas son ovaladas y gruesas. Florece al final del invierno y durante la primavera.

## Nombre común
- Castellano: torbisco blanco[2]

## Sinonimia
| - Passerina incana Pourr. in Willk. & Lange - Passerina velutina f. parvifolia Knoche - Passerina velutina Pourr. ex Cambess. - Stellera velutina (Pourr. ex Cambess.) Kuntze - Thymelaea myrtifolia subsp. montana Malag. - Thymelaea velutina subsp. montana (Malag.) Malag. - Thymelaea velutina var. angustifolia Willk. |